# Primera División de hockey sobre patines 2016-17
La Primera División 2016-2017 fue la 48.ª edición del torneo de segundo nivel del campeonato español de hockey sobre patines. Fue organizado por la  Real Federación Española de Patinaje. La competición se inició el 1 de octubre de 2016 y concluyó el 20 de mayo de 2017.
Esta categoría estuvo compuesta por un solo grupo con 14 equipos enfrentándose en formato de liga a doble vuelta, ascendiendo los tres primeros clasificados a la OK Liga (primer nivel del campeonato) y descendiendo los tres últimos a las Ligas Autonómicas (tercer nivel del campeonato).

## Equipos participantes
| Club                        | Localidad               | Pabellón                        | Temporada anterior      |
| --------------------------- | ----------------------- | ------------------------------- | ----------------------- |
| SHUM Maçanet                | Massanet de la Selva    | Pabellón Municipal              | 15° en OK Liga          |
| Club Patí Calafell          | Calafell                | Pabellón Joan Ortoll            | 16° en OK Liga          |
| Fútbol Club Barcelona B     | Barcelona               | Palau Blaugrana                 | 1° en Primera División  |
| Patí Hoquei Club Sant Cugat | San Cugat del Vallés    | Rambla del Celler - Pabellón II | 5° en Primera División  |
| Club Hoquei Sant Feliu      | San Felíu de Codinas    | Pavelló Francesc Cassart        | 6° en Primera División  |
| Club Patí Tordera           | Tordera                 | Pabellón Parroquial de Tordera  | 7° en Primera División  |
| CE Arenys de Munt           | Arenys de Munt          | Polideportivo Municipal         | 8° en Primera División  |
| Club Hoquei Palafrugell     | Palafrugell             | Pabellón municipal de patinaje  | 9° en Primera División  |
| Club Hoquei Mataró          | Mataró                  | Pabellón Municipal de Cirera    | 10° en Primera División |
| Club Patí Vilanova          | Villanueva y Geltrú     | Pabellón de les Casernes        | 11° en Primera División |
| Asturhockey Club Patín      | Grado                   | Polideportiu Municipal          | 1° en Liga Norte        |
| CPP Raspeig                 | San Vicente del Raspeig | Ciudad Deportiva                | 1° en Liga Sur          |
| Hoquei Club Alpicat         | Alpicat                 | Pavelló Municipal Antoni Roure  | 1° en Nacional Catalana |
| GEIEG                       | Gerona                  | Complex Esportiu Sant Narcís    | 2° en Nacional Catalana |

Notas:
- El equipo filial del Fútbol Club Barcelona quedó campeón de la categoría la temporada anterior, pero no pudo ascender a la OK Liga al militar en esta su equipo matriz. Ascendió en su lugar el Club Patín Alcobendas, 4º clasificado.
- Debió descender a Primera División el Club Hoquei Lloret, 14º clasificado en la OK Liga anterior, pero al desaparecer el Club Patín Cerceda, 11º clasificado, el CH Lloret mantuvo la categoría. La plaza vacante en Primera División fue ofrecida al GEIEG, 2º clasificado de la Liga Nacional Catalana.

## Clasificación final
|  | Pos. | Equipo                      | Pt | J  | G  | E | P  | GF  | GC  | DG   |
|  | ---- | --------------------------- | -- | -- | -- | - | -- | --- | --- | ---- |
|  | 1.   | Club Hoquei Palafrugell     | 49 | 26 | 15 | 4 | 7  | 97  | 74  | +23  |
|  | 2.   | Asturhockey Club Patín      | 47 | 26 | 14 | 5 | 7  | 106 | 79  | +27  |
|  | 3.   | CE Arenys de Munt           | 46 | 26 | 14 | 4 | 8  | 94  | 71  | +23  |
|  | 4.   | Patí Hoquei Club Sant Cugat | 46 | 26 | 14 | 4 | 8  | 110 | 78  | +32  |
|  | 5.   | Club Patí Tordera           | 43 | 26 | 14 | 1 | 11 | 89  | 80  | +9   |
|  | 6.   | Club Hoquei Sant Feliu      | 40 | 26 | 11 | 7 | 8  | 106 | 92  | +14  |
|  | 7.   | Hoquei Club Alpicat         | 39 | 26 | 12 | 3 | 11 | 104 | 99  | +5   |
|  | 8.   | Club Hoquei Mataró          | 37 | 26 | 11 | 4 | 11 | 107 | 100 | +7   |
|  | 9.   | Club Patí Vilanova          | 37 | 26 | 10 | 7 | 9  | 69  | 72  | -3   |
|  | 10.  | Club Patí Calafell          | 36 | 26 | 10 | 6 | 10 | 88  | 82  | +6   |
|  | 11.  | SHUM Maçanet                | 36 | 26 | 10 | 6 | 10 | 87  | 100 | -13  |
|  | 12.  | Fútbol Club Barcelona B     | 34 | 26 | 9  | 7 | 10 | 81  | 78  | +3   |
|  | 13.  | GEIEG                       | 21 | 26 | 6  | 3 | 17 | 72  | 99  | -27  |
|  | 14.  | CPP Raspeig                 | 4  | 26 | 1  | 1 | 24 | 54  | 160 | -106 |

Leyenda:
      Asciende a OK Liga 2017/18.
      Desciende a 
Ligas Autonómicas 2017/18.
Notas:
Tres puntos por victoria, uno por empate, cero por derrota.

## Ascensos y descensos
| Variación                                 | Equipos                                                          |
| ----------------------------------------- | ---------------------------------------------------------------- |
| Ascienden a OK Liga 2017/18               | Club Hoquei Palafrugell Asturhockey Club Patín CE Arenys de Munt |
| Descienden a Ligas Autonómicas 2017/18    | Fútbol Club Barcelona B GEIEG CPP Raspeig                        |
| Ascienden desde Ligas Autonómicas 2016/17 | Club Patí Taradell CP Rivas Las Lagunas Real Club Jolaseta       |
| Descienden desde OK Liga 2016/17          | Club Patín Alcobendas Club Patí Vilafranca Club Patí Manlleu     |